# Agustina Espasandín
Agustina Espasandín   (1992) és una escriptora argentina. Autora de la novel·la Que pase algo pronto (2024).
Llicenciada en Arts de l'escriptura per la Universitat Nacional de les Arts de Buenos Aires, ha treballat com a guionista i coordinadora de tallers d'escriptura creativa. En premsa, ha col·laborat amb les revistes Bajolaluna, Serapis i Caballo negro.
Autora del conte "Realism is a thing", per a Contes María Susana, una editorial de Federico Falco i Gonzalo Segura, obra que va rebre un Esment Especial en Fauna 2019. En 2024 va publicar el conte One more time.

## Obres
- Que pase algo pronto. Buenos Aires, Sigilo, 2024.